# Талал ибн Абдалла
Талал ибн Абдаллах ибн Хусейн ибн Али (араб. طلال بن عبد الله بن الحسين بن علي‎
26 февраля 1909 — 7 июля 1972) — король Иордании с 5 сентября 1951 по 11 августа 1952. Сын короля Абдаллаха I. Отрёкся от престола по состоянию здоровья в пользу своего сына Хусейна, так как страдал шизофренией.

## Биография
Талал родился 26 февраля 1909 г. в Мекке в Османской империи. Он был старшим сыном Абдаллаха ибн Хусейна из династии Хашимитов. Талал учился в британской королевской военной академии в Сандхёрсте. После окончания академии в 1929 году он служил в кавалерийском полку Арабского легиона.
После убийства отца Талал, короля Абдаллаха ибн Хусейна, внутри страны разгорелся спор о престолонаследии: Талал не поддерживал пробританский политический курс отца, к тому же был болен и находился на лечении в Швейцарии. Против воцарения Талала выступили влиятельные придворные круги, которые провозгласили регентом Иордании младшего брата Талала принца Наифа, сторонника продолжения сближения с Великобританией. Тем не менее, у Талала нашлись сторонники в правительстве, а за пределами королевства его права на престол поддержали США, вероятно, стремившиеся усилить своё влияние в регионе (США направили принцу Талалу телеграмму соболезнования, тем самым признав его преемником Абдаллаха). Вскоре представители правительства добились от Талала обещания не прекращать «дружбу с Англией» и 5 сентября 1951 года парламент провозгласил Талала ибн Абдаллаха новым королём Иордании. На следующий день он прибыл из Швейцарии и был коронован в Аммане. Его брат Наиф в тот же день покинул королевство.
Новый король предпринял шаги по сближению с Лигой арабских государств и по установлению сотрудничества с США. Во внутренней политике Талал предпринял попытку либерализации политического режима и демократизации общественно-политической жизни королевства. По его инициативе 1 января 1952 года Национальное собрание приняло новую Конституцию Иордании, закрепившую принцип ответственности правительства перед парламентом. Теперь парламент мог большинством в 2/3 голосов вынести правительству вотум недоверия, после чего правительство должно было уйти в отставку. При Талале были упразднены использовавшиеся до той поры османские титулы паша и бей. Было провозглашено равенство всех иорданских подданных перед законом, им гарантировались неприкосновенность личности и жилища, тайна переписки, свобода слова, свобода печати, свобода собраний и объединений, право на труд и право на образование. На практике, однако, провозглашённые конституцией права и свободы иорданцев соблюдались далеко не всегда. Положение нового короля осложнялось двумя основными факторами — фактической неспособностью исполнять свои обязанности по состоянию здоровья и продолжавшейся в правящих кругах борьбой за власть и влияние, разгоревшейся после убийства короля Абдаллаха ибн Хусейна. В итоге, 11 августа 1952 года Талал был объявлен парламентом не способным к управлению государством по состоянию здоровья, после чего он отрёкся от престола в пользу своего шестнадцатилетнего сына Хусейна. Последний вступил на престол 2 мая 1953 года по достижении совершеннолетия; до этого королевством формально управлял регентский совет, тогда как фактическая власть временно сосредоточилась в руках премьер-министра Тауфика Абу аль-Худы.
Талал ибн Абдаллах умер 7 июля 1972 года в Стамбуле и был похоронен в королевском мавзолее дворца Рагадан в Аммане.

## Дети
- Хусейн ибн Талал (14 ноября 1935 — 7 февраля 1999).
- Асма бинт Талал (р. и ум. 1937)
- Мухаммад ибн Талал (2 октября 1940 — 29 апреля 2021).
- Хасан ибн Талал (р. 20 марта 1947).
- Мухсин ибн Талал (ум. во младенчестве)
- Басма бинт Талал (р. 11 мая 1951).

## Воинские звания
- Фельдмаршал Иорданской арабской армии (Field Marshal Jordan Arab Army, с 20 июля 1951)

## Награды
Награды Иордании
| Страна   | Дата                                        | Награда                        | Награда                        | Литеры |
| -------- | ------------------------------------------- | ------------------------------ | ------------------------------ | ------ |
| Иордания | 5 сентября 1951 года — 11 августа 1952 года | Суверен ордена Хусейна ибн Али | Суверен ордена Хусейна ибн Али |        |
| Иордания | 5 сентября 1951 года — 11 августа 1952 года | Суверен ордена Возрождения     | Суверен ордена Возрождения     |        |
| Иордания | 22 июня 1949 года — 11 августа 1952 года    | Суверен ордена Звезды Иордании | Суверен ордена Звезды Иордании |        |
| Иордания | 5 сентября 1951 года — 11 августа 1952 года | Суверен ордена Независимости   | Суверен ордена Независимости   |        |

Награды иностранных государств
| Страна  | Дата вручения | Награда                                                 | Награда                                                 | Литеры |
| ------- | ------------- | ------------------------------------------------------- | ------------------------------------------------------- | ------ |
| Ирак    | 1951          | Кавалер цепи ордена Хашимитов                           | Кавалер цепи ордена Хашимитов                           |        |
| Ирак    | 1951          | Кавалер Большой ленты ордена Междуречья                 | Кавалер Большой ленты ордена Междуречья                 |        |
| Испания | 1 апреля 1952 | Кавалер Большого креста Военных заслуг Белого дивизиона | Кавалер Большого креста Военных заслуг Белого дивизиона |        |